# Odwracacz ciągu

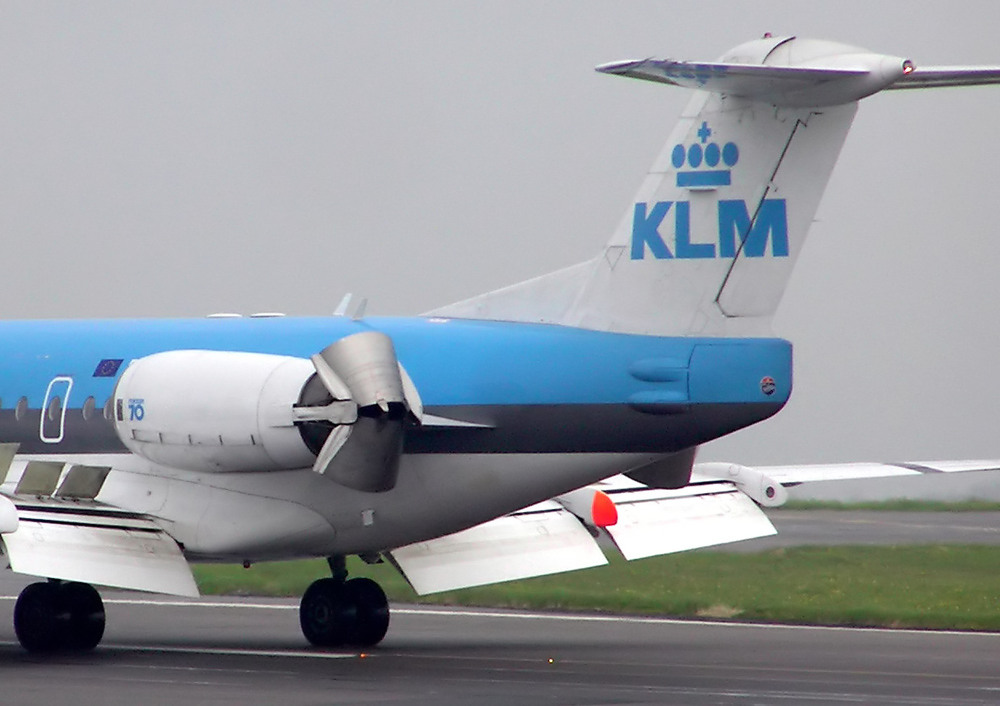
Samolot Fokker 70 z włączonymi odwracaczami ciągu

Odwracacz ciągu (rewers, ciąg wsteczny) – urządzenie służące do zmiany kierunku ciągu silnika samolotu, tak że jest on skierowany przeciwnie do kierunku ruchu. Podstawowym jego zastosowaniem jest wspomaganie hamowania w trakcie dobiegu po lądowaniu.
Działanie odwracacza ciągu w samolotach śmigłowych opiera się na zmianie kąta natarcia łopat śmigła. W samolotach odrzutowych stosuje się urządzenia kierujące część strumienia spalin do przodu.
Zaletą stosowania odwracacza ciągu jest, poza skróceniem wymaganego dobiegu, umożliwienie lądowania na drogach startowych o zmniejszonej przyczepności (na przykład mokrych, oblodzonych lub pokrytych śniegiem), a także mniejsze zużycie hamulców i ogumienia.
Do wad zalicza się zwiększenie masy i stopnia skomplikowania zespołów napędowych, co zwiększa koszty produkcji i eksploatacji. Samolot jest także narażony na uszkodzenia, spowodowane uderzaniem o jego elementy zanieczyszczeń, unoszonych przez strumień powietrza generowany przez odwracacz ciągu. W przypadku silników odrzutowych istnieje również zagrożenie ponownego zassania gorących spalin, mogące doprowadzić do zatrzymania lub uszkodzenia silnika. W celu zmniejszenia ryzyka wystąpienia tych zjawisk odwracacze ciągu powinny być używane jedynie gdy samolot porusza się ze stosunkowo dużą prędkością.
Odwracacz ciągu może być też stosowany do cofania samolotu znajdującego się na ziemi, lecz praktyka taka uznawana jest za niebezpieczną i niezalecana. Większość istniejących samolotów, poza kilkoma konstrukcjami eksperymentalnymi, nie jest przystosowana do użycia odwracacza ciągu podczas lotu, mimo iż rozwiązanie takie może być zasadne. Przykładem może być Shuttle Training Aircraft, zmodyfikowany samolot Grumman Gulfstream II, używany do szkolenia załóg wahadłowców kosmicznych. Dzięki użyciu odwracacza ciągu podczas lotu może on osiągać bardzo stromą ścieżkę podejścia do lądowania.
Użycie odwracaczy ciągu do manewrowania samolotu na płycie lotniska w warunkach śnieżycy doprowadziło do nagromadzenia się śniegu i lodu w gondolach silnika, co przyczyniło się do katastrofy lotu Air Florida 90 w 1982 r. Niesymetryczne (tylko w lewym silniku) uruchomienie odwracacza ciągu w locie doprowadziło do katastrofy lotu Lauda Air 004.